# Anaheim
Anaheim er en by i Orange County, Californien, som ligger 45 kilometer sydøst for Los Angeles. 
Anaheim blev grundlagt af tyske indvandrere i 1857. En større del af disse første bosættere kom fra omegnen af Rothenburg ob der Tauber. Den sidste del af navnet, "heim", påpeger i dag den tyske oprindelse af grundlæggerne, "Ana" i det første led refererer til den nærliggende Santa Ana River.
Ved folketællingen i 2010 var byens befolkning på 353.643, hvilket gør den til den til den 10. største by i Californien og den 54. største i USA. Anaheim er den næststørste by i Orange County og er kendt for sine forlystelsesparker med Disneyland som langt den største og mest berømte. Byen er desuden kendt for sine sportshold.

## Sportshold i Anaheim
- NHL: Anaheim Ducks
- MLB: Los Angeles Angels of Anaheim
- NLL: Anaheim Storm (lukket efter 2004-2005 sæsonen grundet lavt fremmøde)
- NFL-holdet Los Angeles Rams spillede i Anaheim fra 1980 til 1994 før det skiftede hjemmebane til St. Louis i spilsæsonerne 1995 til 2015. Er fra 2016-sæsonen tilbage i Los Angeles.

## Personer fra Anaheim
- Jennifer Warnes (1947-), sanger
- Jennifer Granholm (1959-), politiker, nomineret til Regeringen Joe Biden
- Gwen Stefani (1969-), sanger, voksede op i Annaheim